# Thera minor
Thera minor är en fjärilsart som beskrevs av Maslowscy 1923. Thera minor ingår i släktet Thera och familjen mätare. Inga underarter finns listade i Catalogue of Life.